# Naucoria salicetorum
Naucoria salicetorum är en svampart som beskrevs av D.A. Reid 1984. Naucoria salicetorum ingår i släktet skrälingar och familjen Strophariaceae.   Inga underarter finns listade i Catalogue of Life.